# 백종헌 (배우)
백종헌(1973년 ~ )은 대한민국의 배우이다. 1999년 MBC 28기 공채 탤런트로 데뷔하였다.

## 학력
- 단국대학교 연극영화학과 졸업

## 출연작

### TV드라마
- 1999년 MBC 일요아침드라마 《사랑밖엔 난 몰라》
- 1999년 MBC 일일연속극 《날마다 행복해》
- 1999년 MBC 월화 특별기획드라마 《허준》
- 1999년 MBC 주말연속극 《남의 속도 모르고》
- 2000년 MBC 주간시트콤 《세 친구》 …  윤다훈과 박상면과 정웅인의 서울 문화고등학교 동창 백종헌 역으로 (단역)
- 2000년 MBC 일요아침드라마 《눈으로 말해요》
- 2000년 MBC 수목 미니시리즈 《이브의 모든 것》
- 2000년 MBC 수목 미니시리즈 《나쁜 친구들》
- 2000년 MBC 주말드라마 《사랑은 아무나 하나》
- 2000년 MBC 창사 39주년 특별기획드라마 《황금시대》
- 2001년 MBC 월화 특별기획드라마 《홍국영》
- 2001년 MBC 월화 미니시리즈 《호텔리어》
- 2001년 MBC 일일연속극 《결혼의 법칙》
- 2001년 MBC 월화 미니시리즈 《선희 진희》
- 2001년 MBC 수목 미니시리즈 《가을에 만난 남자》
- 2002년 MBC 수목 미니시리즈 《그 햇살이 나에게》
- 2002년 MBC 아침드라마 《내 이름은 공주》
- 2002년 MBC 일요아침드라마 《사랑을 예약하세요》
- 2002년 MBC 특집드라마 《가리봉 엘레지》
- 2003년 MBC 수목 미니시리즈 《눈사람》
- 2003년 MBC 월화 미니시리즈 《러브레터》
- 2003년 MBC 창사특별기획드라마 《대장금》
- 2004년 MBC 월화 미니시리즈 《불새》 … 세훈이 단골 바 바텐더 역
- 2005년 MBC 대하드라마 《제5공화국》
- 2005년 MBC 가정의달특집극 《봄날의 미소》

### 영화
- 2003년 《최후의 만찬》 … 갑빠 역
- 2005년 《발레교습소》 … 김현성 역

### 공연
- 2007년 《오! 마이캡틴!!》 … 키팅 역